# Inferno (альбом Lacrimosa)
Inferno (с нем. — «ад, преисподняя») — четвёртый студийный альбом швейцарской готик-метал-группы Lacrimosa. Выпущен в 1995 году на собственном лейбле Тило Вольффа Hall of Sermon. Альбом стал переломным в истории группы, продемонстрировав окончательный переход от дарквейва к готик-металу, начатый ещё на предыдущих релизах. Иногда музыкальный стиль альбома определялся и как дум-метал.
Inferno является первой полноформатной работой группы, в которой приняла участие Анне Нурми, написавшая композицию «No Blind Eyes Can See». Весь остальной материал написан Тило Вольффом. Композиция «Copycat» стала его первой англоязычной работой. На песни «Schakal» и «Copycat» были сняты клипы.
Неопубликованные версии треков «Schakal», «Vermächtnis der Sonne» и «Copycat» вошли в 2010 году в альбом Schattenspiel, приуроченный к двадцатилетию Lacrimosa. В качестве отдельного сингла в 1994 году была выпущена композиция «Schakal». На 1996 год был запланирован сингл «Copycat», однако его релиз так и не состоялся.
«Inferno» в течение нескольких недель держался в немецких чартах. Наилучшим результатом для альбома стала 81 позиция.
Обложку для альбома оформил Штелио Диамантопоулос. Российское издание альбома выпущено лейблом Irond вместе с синглом «Schakal» в двойном диджипаке.

## Список композиций
| № | Оригинальное название    | Перевод                      | Музыка/слова            | Время |
| 1 | Intro                    | Вступление                   | Тило Вольфф             | 2:12  |
| 2 | Kabinett der Sinne       | Кабинет чувств               | Тило Вольфф             | 9:18  |
| 3 | Versiegelt glanzumströmt | Окутанный сиянием            | Тило Вольфф             | 7:28  |
| 4 | No Blind Eyes Can See    | Слепые глаза не могут видеть | Анне Нурми, Тило Вольфф | 9:17  |
| 5 | Schakal                  | Шакал                        | Тило Вольфф             | 10:13 |
| 6 | Vermächtnis der Sonne    | Завещание солнца             | Тило Вольфф             | 4:09  |
| 7 | Copycat                  | Подражательница              | Тило Вольфф             | 4:56  |
| 8 | Der Kelch des Lebens     | Чаша жизни                   | Тило Вольфф             | 14:03 |

## Участники записи
В работе над альбомом приняли участие:
Lacrimosa
- Тило Вольфф (нем. Tilo Wolff) — тексты, музыка, вокал, фортепиано, клавишные, программинг, аранжировка
- Анне Нурми (фин. Anne Nurmi) — текст и музыка композиции «No Blind Eyes Can See», вокал, клавишные

Сессионные музыканты
- Ян Ирлюнд (нем. Jan Yrlund) — электрогитара, акустическая гитара
- Ян П. Генкель (нем. Jan P.Genkel) — бас
- Джэй Пи. (англ. Jay P.) — бас
- ЭйСи (англ. AC) — ударные
- Шарлотта Крахт (нем. Charlotte Kracht) — виолончель
- Ульрих Каон (нем. Ulrich Kaon) — виолончель

Оформление
- Тило Вольфф — идея оформления
- Штелио Диамантопоулос (нем. Stelio Diamantopoulos) — художник-оформитель
- Йохен Шмидт (нем. Jochen Schmidt) — эскиз
- Феликс Флаухер (нем. Felix Flaucher) — фото

## Позиции в чартах
| Страна   | Высшая позиция | И.    |
| -------- | -------------- | ----- |
| Германия | 81             | [ 5 ] |